# Arlette Farge
Arlette Farge (Charleville, 14 settembre 1941) è una storica francese, studiosa di storia sociale e di storia delle donne.

## Biografia
Frequenta le scuole a Parigi frequentando prima corsi di diritto e poi spostantosi allo studio della storia. Si trasferisce per la tesi all'Università di Cornell negli USA dove assiste alle lotte degli studenti neri per i diritti ed al nascere del femminismo americano. Tornata in Francia scrive una tesi di dottorato sul Furto di alimenti nella Parigi del XVIII secolo sotto la guida di Robert Mandrou.

## Ambito ricerche
Si specializza successivamente nello studio degli ambienti sociali più poveri nella Parigi del XVIII secolo. Assieme a Michel Foucault ha pubblicato nel 1982 Le Désordre des familles. 
Ha dedicato alla ricerca sulle fonti di archivio un testo di grande successo che, pur collocandosi nell'ambito dei lavori metodologici, si distingue per la scrittura narrativa e per il taglio proposto: la soggettività della ricercatrice nel rapporto con le fonti criminali e con l'ambiente dell'archivio diventano fattori centrali dell'indirizzo della ricerca.

## Scritti
- Arlette Farge, Il piacere dell'archivio, Verona, Essedue, 1992, ISBN 88-85697-33-X
- Arlette Farge, Michel Foucault, Le Désordre des familles, lettres de cachet des Archives de la Bastille, Paris, Gallimard Julliard, 1982